# Cyclanorbis elegans
Cyclanorbis elegans ou tartaruga-de-casco-mole-etíope é uma espécie de tartaruga da família Trionychidae.
Pode ser encontrada nos seguintes países: Benin, Chade, Etiópia, Gana, Nigéria, Sudão e Togo.